# Адміністративно-територіальна реформа в УРСР (1965—1966)
Адміністративно-територіальна реформа в УРСР 1965–1966 років скасовувала попередню реформу, що являло собою розукрупнення районів, внаслідок чого в цілому було утворено 224 нових райони.
Листопадовий (1964) Пленум ЦК КПРС визнав за необхідне відмовитися від раднаргоспів і територіальних виробничих управлінь і організувати управління економікою за галузевим принципом. Територіальний принцип було визнано за доцільне зберегти лише в збуто-постачальницької діяльності.
Після 1966 р. адміністративний поділ України змінювався незначно, лише з одною істотною відмінністю: 1991 р. ранг Кримської області піднесено до рівня автономної республіки.

## Новоутворені райони
| №  | Область                   | Загальна кількість р-нів (початкова) | Утворено | Утворено | Утворено         | Загальна кількість р-нів (кінцева) | Докладніше       |
| №  | Область                   | Загальна кількість р-нів (початкова) | 1965     | 1966     | Всього (по обл.) | Загальна кількість р-нів (кінцева) | Докладніше       |
| -- | ------------------------- | ------------------------------------ | -------- | -------- | ---------------- | ---------------------------------- | ---------------- |
| 1  | Вінницька область         | 13                                   | 6        | 6        | 12               | 25                                 | адм.-тер. устрій |
| 2  | Волинська область         | 7                                    | 5        | 3        | 8                | 15                                 | адм.-тер. устрій |
| 3  | Дніпропетровська область  | 12                                   | 8        |          | 8                | 20                                 | адм.-тер. устрій |
| 4  | Донецька область          | 9                                    | 6        | 3        | 9                | 18                                 | адм.-тер. устрій |
| 5  | Житомирська область       | 11                                   | 5        | 6        | 11               | 22                                 | адм.-тер. устрій |
| 6  | Закарпатська область      | 5                                    | 6        | 2        | 8                | 13                                 | адм.-тер. устрій |
| 7  | Запорізька область        | 10                                   | 7        | 1        | 8                | 18                                 | адм.-тер. устрій |
| 8  | Івано-Франківська область | 6                                    | 6        | 2        | 8                | 14                                 | адм.-тер. устрій |
| 9  | Київська область          | 12                                   | 7        | 5        | 12               | 24                                 | адм.-тер. устрій |
| 10 | Кіровоградська область    | 12                                   | 6        | 3        | 9                | 21                                 | адм.-тер. устрій |
| 11 | Кримська область          | 10                                   | 2        | 2        | 4                | 14                                 | адм.-тер. устрій |
| 12 | Луганська область         | 9                                    | 6        | 3        | 9                | 18                                 | адм.-тер. устрій |
| 13 | Львівська область         | 11                                   | 5        | 4        | 9                | 20                                 | адм.-тер. устрій |
| 14 | Миколаївська область      | 9                                    | 7        | 3        | 10               | 19                                 | адм.-тер. устрій |
| 15 | Одеська область           | 14                                   | 6        | 5        | 11               | 25                                 | адм.-тер. устрій |
| 16 | Полтавська область        | 14                                   | 5        | 6        | 11               | 25                                 | адм.-тер. устрій |
| 17 | Рівненська область        | 7                                    | 5        | 3        | 8                | 15                                 | адм.-тер. устрій |
| 18 | Сумська область           | 10                                   | 6        | 2        | 8                | 18                                 | адм.-тер. устрій |
| 19 | Тернопільська область     | 9                                    | 5        | 2        | 7                | 16                                 | адм.-тер. устрій |
| 20 | Харківська область        | 13                                   | 7        | 5        | 12               | 25                                 | адм.-тер. устрій |
| 21 | Херсонська область        | 10                                   | 5        | 3        | 8                | 18                                 | адм.-тер. устрій |
| 22 | Хмельницька область       | 10                                   | 6        | 4        | 10               | 20                                 | адм.-тер. устрій |
| 23 | Черкаська область         | 10                                   | 6        | 4        | 10               | 20                                 | адм.-тер. устрій |
| 24 | Чернівецька область       | 6                                    | 4        |          | 4                | 10                                 | адм.-тер. устрій |
| 25 | Чернігівська область      | 12                                   | 6        | 4        | 10               | 22                                 | адм.-тер. устрій |
|    | Разом                     | 251                                  | 143      | 81       | 224              | 475                                |                  |